# Chanatip Sonkham
Chanatip Sonkham (1 de març de 1991) és una esportista tailandesa que competeix en taekwondo.
Va participar en els Jocs Olímpics de Londres 2012, obtenint una medalla de bronze en la categoria de –49 kg. Ha guanyat una medalla d'or al Campionat Mundial de Taekwondo de 2013 en la categoria de –49 kg.

## Palmarès internacional
| Jocs Olímpics     | Jocs Olímpics         | Jocs Olímpics | Jocs Olímpics |
| Any               | Lloc                  | Medalla       | Categoria     |
| ----------------- | --------------------- | ------------- | ------------- |
| 2012              | Londres ( Regne Unit) | 3             | –49 kg        |
| Campionat Mundial |                       |               |               |
| Any               | Lloc                  | Medalla       | Categoria     |
| 2013              | Puebla ( Mèxic)       | 1             | –49 kg        |